# Miguel Correia
Miguel Correia (? — ?) foi um político brasileiro.
Foi eleito  deputado estadual, à 24ª Legislatura da Assembleia Legislativa do Rio Grande do Sul, de 1901 a 1905.